# Jean Laurent Le Semelier
Jean Laurent Le Semelier (Parigi, 1660 – 1725) è stato un teologo francese.
Nel 1713 pubblicò le Conférences sur le mariage e nel 1718 le Conférences sur l'usure. I suoi sermoni di morale cristiana furono pubblicati postumi in dieci volumi: sei tomi nel 1755 a proposito della morale e quattro tomi sul Decalogo nel 1759. Nelle sue riflessioni, l'autore esclude che la Chiesa possa riscontrare dell'usura nel contratto di assicurazione.